# Kurt Ihlenfeld

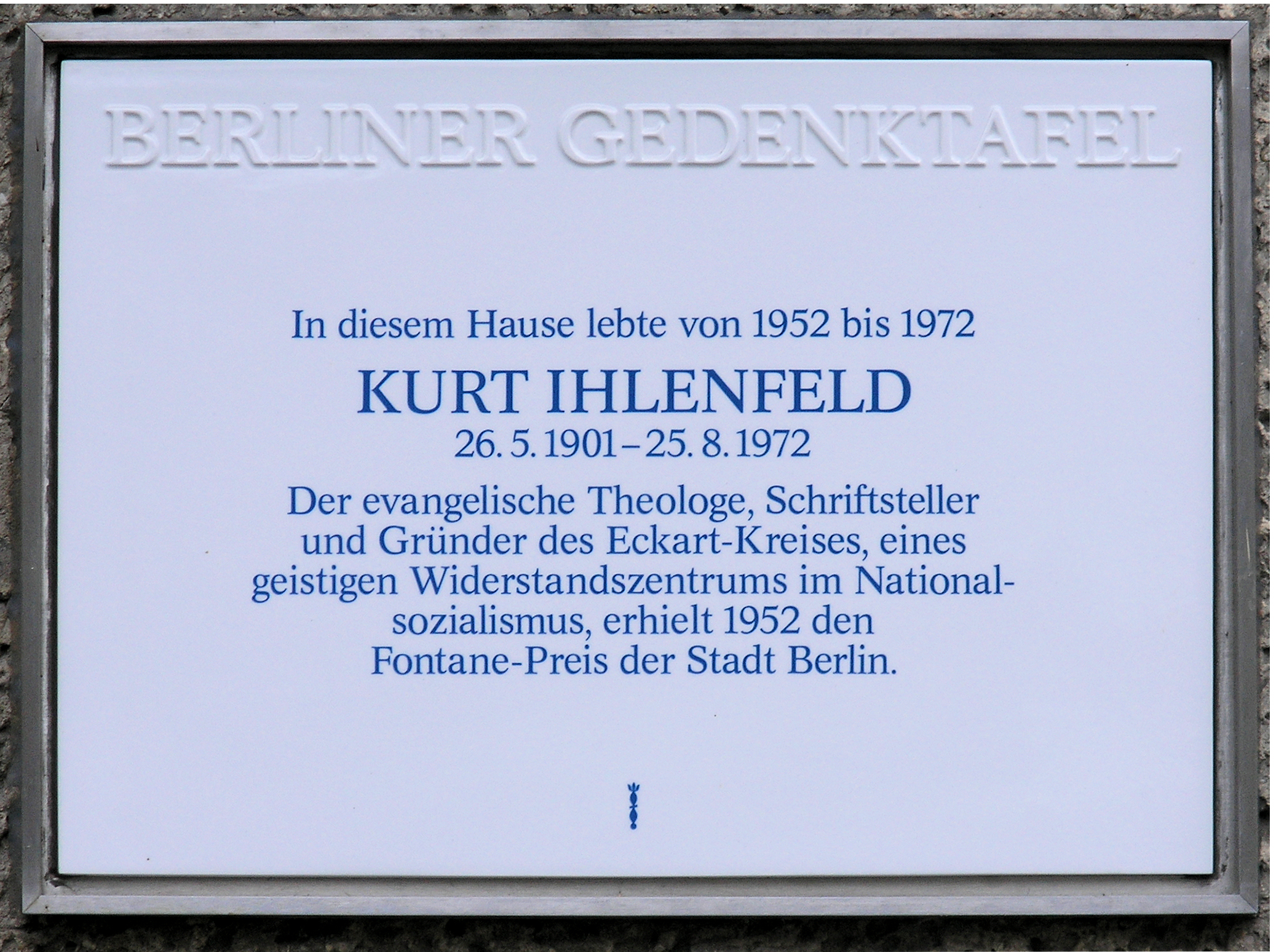
Berliner Gedenktafel am Haus Heimat 85, in Berlin-Zehlendorf

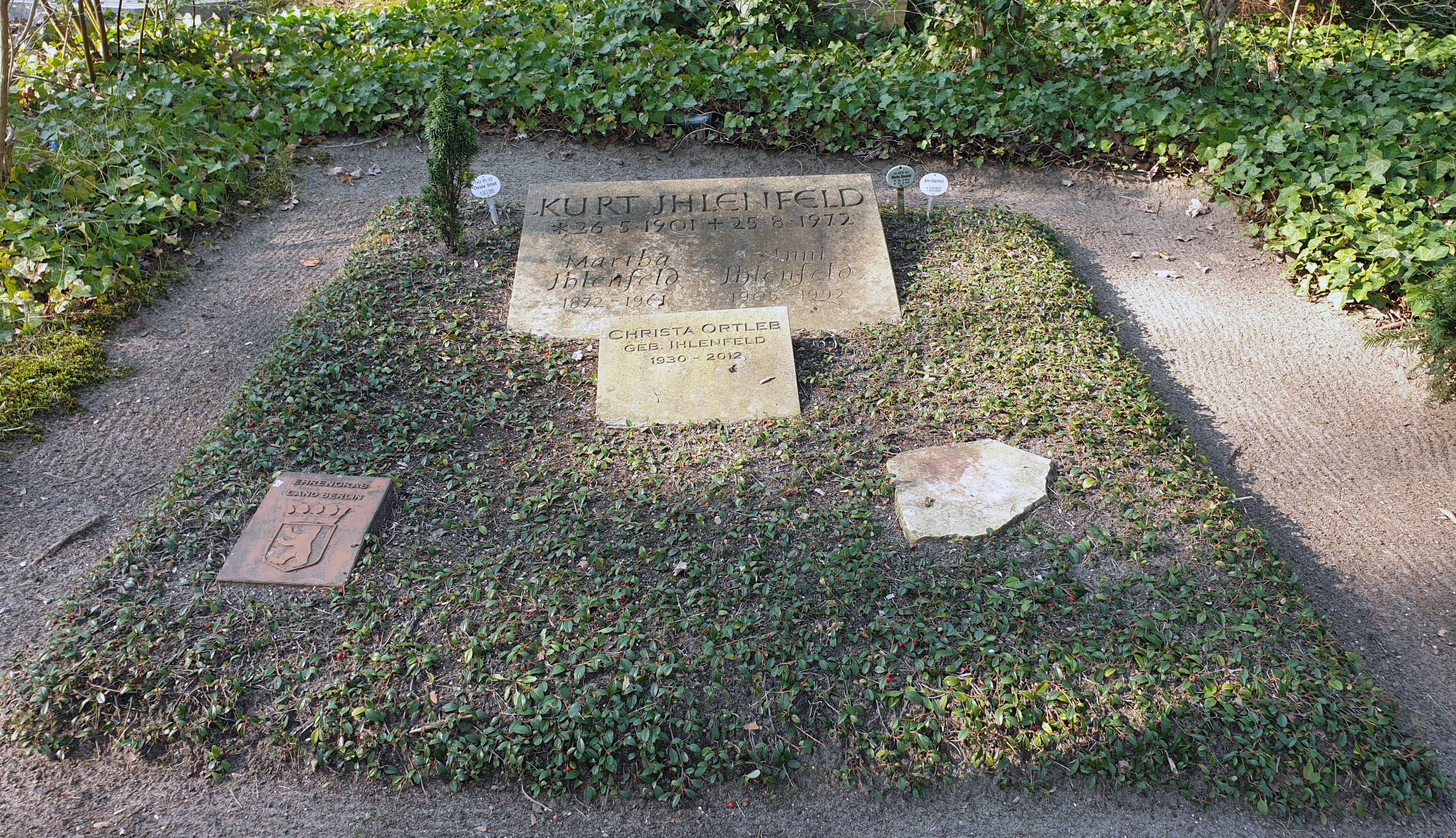
Ehrengrab, Potsdamer Chaussee 75, in Berlin-Nikolassee

Kurt Ihlenfeld (* 26. Mai 1901 in Colmar, Deutsches Kaiserreich; † 25. August 1972 in West-Berlin) war ein deutscher evangelischer Pfarrer sowie Schriftsteller, vor allem Essayist und Lyriker.

## Leben
Kurt Ihlenfeld verbrachte seine Jugend in Pommern, besuchte das Gymnasium in Bromberg/Posen und studierte evangelische Theologie und Kunstwissenschaften an den Universitäten Halle und Greifswald. 1923 wurde er in Greifswald promoviert. Seine erste Pfarrstelle trat er in Breslau an. Als Mitarbeiter im Evangelischen Presseverband für Schlesien wurde er 1926 Herausgeber des Breslauer Gemeindeblattes Unsere Kirche. Es folgte 1927 die Pfarrstelle in Waldenburg und 1929 in Berndorf (bei Liegnitz).
Im Jahr 1933 begann der Kampf der Nationalsozialisten gegen die kirchliche Presse. Ihlenfeld war bereits Mitarbeiter im Evangelischen Presseverband für Deutschland (EPD) in Berlin-Steglitz als verantwortlicher Redakteur für den Bilderbote für das evangelische Haus. Im Juni wurde der EPD von Kommissaren der Deutschen Christen besetzt, seine Leitung abgesetzt. Ihlenfeld übernahm nach Harald Braun und Hans Walter Liepmann die Schriftleitung der Monatszeitschrift Eckart. Blätter für evangelische Geisteskultur. Bis 1943 leitete er in Berlin den Eckart-Verlag. Durch die Gründung des Eckart-Kreises schuf er eine Plattform für den Widerstand junger, christlicher und konservativer Autoren, der u. a. Werner Bergengruen, Ricarda Huch, Jochen Klepper, Rudolf Alexander Schröder, Siegbert Stehmann, Ina Seidel, Heinrich Wolfgang Seidel und Otto von Taube angehörten.
Ab 1943 war Ihlenfeld Pfarrer in Mittenwalde bei Berlin, 1944–1945 in Pilgramsdorf, Kreis Goldberg, dem Schauplatz seines Romans Wintergewitter, 1945–1949 in Radebeul bei Dresden, wo er Gründer und von 1946 bis 1949 Chefredakteur der evangelischen Landeskirchenzeitung Der Sonntag war. Ab 1950 lebte er als freier Schriftsteller in Berlin. Von 1956 bis zu seinem Tod war er Mitglied der Akademie der Künste in Berlin (West), Sektion Literatur, deren stellvertretender Direktor er von 1962 bis 1965 war.
Kurt Ihlenfeld wurde auf dem Waldfriedhof Zehlendorf in Berlin-Nikolassee beigesetzt. Die Grabstätte gehört zu den Ehrengräbern des Landes Berlin.

## Auszeichnung
- 1952: Fontane-Preis für den Roman Wintergewitter

## Werke

### Autor
- Evangelische Vereinsarbeit unter dem Gesichtspunkte der Volksbildung, in: Jahrbuch für evangelische Volksbildung 1928, München 1928, S. 156–170
- Öffentliche Religionen. Runge-Verlag, Berlin-Tempelhof 1932.
- Wo ein Zweiglein blüht. Gedichte. Luther Verlag, Witten 1949.
- Ich seh den Stern. Ein Winter- und Weihnachtsbuch. Mit Holzschnitten von Hellmuth Muntschick. Luther Verlag, Witten 1949.
- Die goldenen Tafeln. Ein weihnachtliches Spiel. Luther Verlag, Witten 1949.
- Der Schmerzensmann oder die Weihe des Hauses. Erzählung. Luther Verlag, Witten 1950.
- Geschichten um Bach. Erste Auflage. Luther Verlag, Witten 1949.
  - Zweite, vom Autor durchgesehene Auflage: Merseburger Verlag, Berlin 1961.
- Wintergewitter. Roman. Eckart-Verlag, Berlin 1951.
- Poeten und Propheten. Erlebnisse eines Lesers. Essays. Eckart Verlag, Witten und Berlin 1951.
- Das dunkle Licht. Blätter einer Kindheit. Furche-Verlag, Hamburg 1952.
- Fern im Osten wird es helle. Geschichte von drüben. Furche-Verlag, Hamburg 1953.
- Kommt wieder, Menschenkinder. Roman. Eckart Verlag, Witten und Berlin 1954.
- Eseleien auf Elba. Erzählungen. Mit Zeichnungen von Klaus Ihlenfeld. Eckart-Verlag, Witten und Berlin 1955.
- Huldigung für Paul Gerhardt. Merseburger Verlag, Berlin 1956.
- Ein Botschafter der Freude. Dokumente und Gedichte aus Paul Gerhardts Berliner Jahren. Merseburger Verlag, Berlin 1957.
- Rosa und der General. Ballade. Eckart-Verlag, Witten und Berlin 1957.
- Freundschaft mit Jochen Klepper. Eckart-Verlag, Witten und Berlin 1958.
- Unter dem einfachen Himmel. Ein lyrisches Tagebuch. Gedichte. Eckart-Verlag, Witten und Berlin 1959.
- Der Kandidat. Roman. Eckart-Verlag, Witten und Berlin 1959.
- Sieben Feste. Sieben Betrachtungen. Eckart-Verlag, Witten und Berlin 1959.
- Die Nacht von der man spricht. Spiele im Dezember. Eckart-Verlag, Witten und Berlin 1961.
- Zeitgesicht. Erlebnisse eines Lesers. Essay. Eckart-Verlag, Witten und Berlin 1961.
- Gregors vergebliche Reise. Roman. Eckart-Verlag, Witten und Berlin 1962.
- Stadtmitte. Kritische Gänge in Berlin. Eckart-Verlag, Witten und Berlin 1964.
- Das Kind und die Könige. Weihnachtserzählungen. Mit Illustrationen von Erich Behrendt. Eckart-Verlag, Witten und Berlin 1964.
- Noch spricht das Land. Eine ostdeutsche Besinnung. Friedrich Wittig Verlag, Hamburg 1966.
- Angst vor Luther? Eckart-Verlag, Witten und Berlin 1967.
- Loses Blatt Berlin. Dichterische Erkundung der geteilten Stadt. Eckart-Verlag, Witten und Berlin 1968.
- Das glückliche Ufer. Ein Berliner erlebt Blankensee. Friedrich Wittig-Verlag, Hamburg 1969.
- ... aber die Kinder, die Kinder. Erzählung. Eckart-Verlag, Witten und Berlin 1972.

### Kirchenlied
- Das Kreuz ist aufgerichtet. Kirchenlied. Evangelisches Gesangbuch Nr. 94, 1967.

### Herausgeber
- Geistliche Gedichte. Eckart-Verlag, Berlin 1935.
- Die Stunde des Christentums. Eine deutsche Besinnung. Eckart-Verlag, Berlin 1937.
- Das Buch der Christenheit. Betrachtungen zur Bibel. Eckart-Verlag, Berlin 1939.
- Die Zuversicht. 100 Gedichte aus 100 Jahren. Gedichte. Eckart-Verlag, Berlin 1940.
- Te Deum heute. 365 Texte zur Krisis des Christentums. Eckart-Verlag, Witten/Berlin 1965.